# Bačko Gradište
Bačko Gradište (ćir.: Бачко Градиште, mađ.: Bácsföldvár, njem.: Feldwar in der Batschau) je naselje u općini Bečej u Južnobačkom okrugu u Vojvodini.

## Stanovništvo

### Etnički sastav 1910[1]
|  | Mađari | Srbi | Židovi |  |
|  | ------ | ---- | ------ |  |
|  | 3934   | 2890 | 98     |  |

### Stanovništvo
U naselju Bačko Gradište živi 5.445 stanovnika, od toga 4.215 punoljetna stanovnika, a prosječna starost stanovništva iznosi 39,1 godina (37,0 kod muškaraca i 41,1 kod žena). U naselju ima 2.029 domaćinstava a prosječan broj članova po domaćinstvu je 2,88.
Prema popisu stanovništva iz 1991. godine u naselju je živjelo 5.625 stanovnika.
| Etnički sastav 2002. |            |        |
| Narod                | Stanovnika | %      |
| Mađari               | 2.519      | 46,26% |
| Srbi                 | 2.417      | 44,38% |
| Jugoslaveni          | 151        | 2,77%  |
| Hrvati               | 67         | 1,23%  |
| Romi                 | 51         | 0,93%  |
| Crnogorci            | 40         | 0,73%  |
| Muslimani            | 12         | 0,22%  |
| ostali               | 18         | 0,27%  |
| nepoznato            | 84         | 1,54%  |

| broj stanovnika | 6512  | 6178  | 6106  | 5986  | 5764  | 5625  | 5445  |
|                 | 1948. | 1953. | 1961. | 1971. | 1981. | 1991. | 2001. |

## Šport
- FK Vojvodina Bačko Gradište

## Vanjske poveznice
- Internet prezentacija Bačkog Gradišta   Arhivirana inačica izvorne stranice od 18. siječnja 2016. (Wayback Machine)
- Karte, udaljenosti vremenska prognoza  Arhivirana inačica izvorne stranice od 6. kolovoza 2009. (Wayback Machine)
- Satelitska snimka naselja